# Richard Wright (musicista)

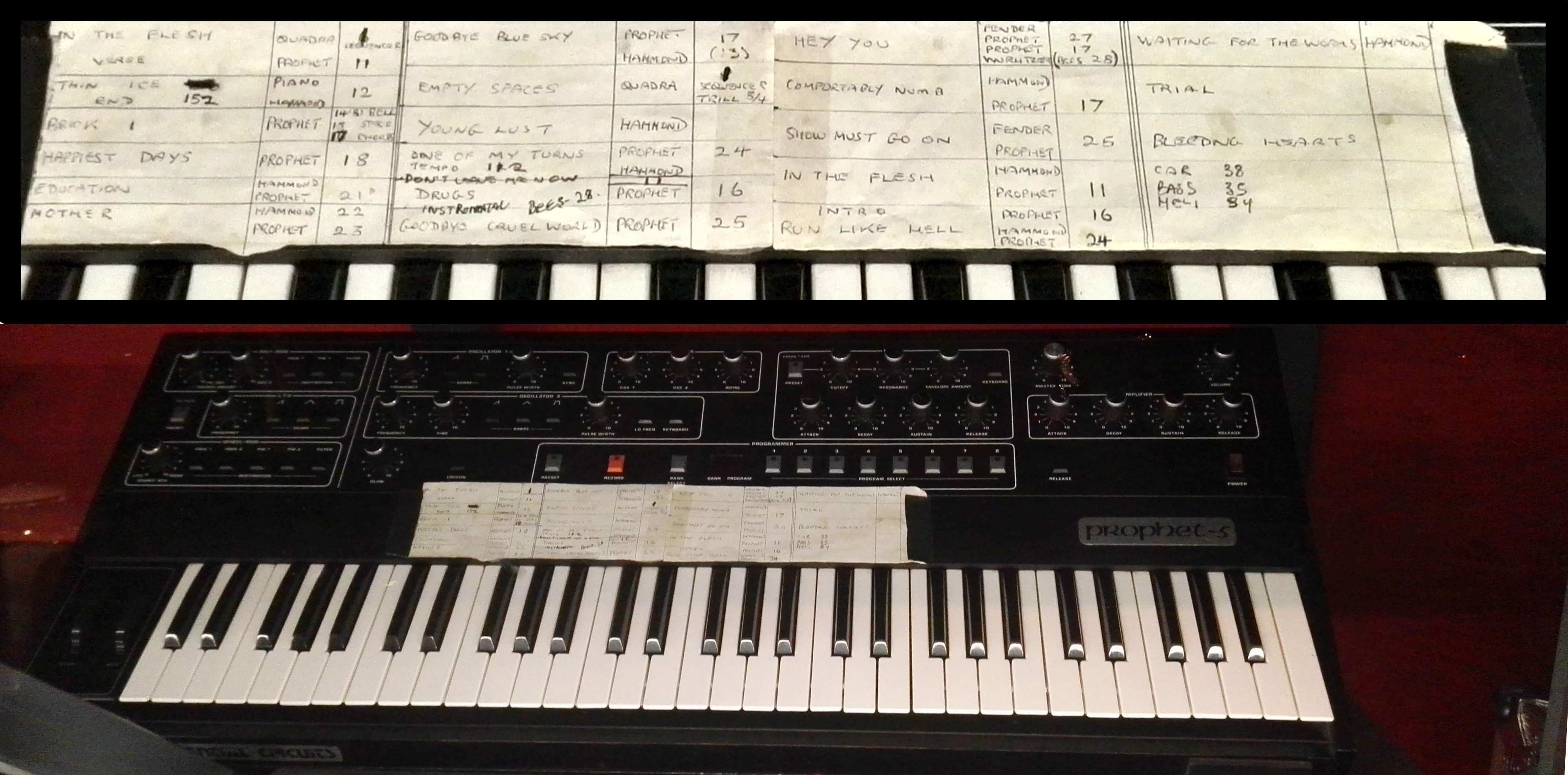
Il sintetizzatore analogico Prophet 5 usato da Wright nella tournee di The Wall nel 1980. Sono leggibili le impostazioni per i vari brani scritte a mano dallo stesso Wright. Si noti come il tastierista etichetta le 3 parti di "Another brick in the wall" con parole prese dal testo: 1 "Brick" - 2 "Education" - 3 "Drugs"

Richard William Wright (Londra, 28 luglio 1943 – Londra, 15 settembre 2008) è stato un cantautore, tastierista, polistrumentista e compositore britannico, noto per essere stato tastierista del gruppo Pink Floyd, che egli stesso fondò insieme a Syd Barrett, Roger Waters e Nick Mason.

## Biografia

### Gioventù
Nato in una famiglia benestante nel quartiere di Hatch End a Londra, appena adolescente, ed in seguito alla frattura di una gamba, ha un primo approccio con la musica, iniziando a studiare il pianoforte, stimolato anche da un'amica di famiglia. Suoi modelli sono musicisti jazz come John Coltrane e Miles Davis, che influenzeranno in maniera determinante non solo il suo stile compositivo ma anche esecutivo, principalmente da autodidatta, al punto che Rick stesso confessò in qualche occasione di avere uno stile tutto suo, che lo portava ad eseguire le scale non nel modo ortodosso. La passione per la musica, ed il suo orecchio finissimo, lo portano a suonare anche la tromba, il trombone ed il sax, oltre alla chitarra ritmica con cui si approccia agli Abdabs.
Dopo l'adolescenza, dato il suo spiccatissimo senso per l'armonia, entra al London College of Music e decide di perfezionarsi: lì ha il suo primo impatto con la musica in senso proprio e professionale. In seguito ha anche un approccio con il vibrafono, suonato in più occasioni con i Floyd, e approfondisce la conoscenza delle scale modali indiane e delle pentatoniche, lasciandosi andare spesso in concerto ad improvvisazioni orientaleggianti ed ipnotiche. In seguito si iscrive al politecnico di Regent Street alla facoltà di architettura. Qui conosce Nick Mason e, poco dopo, Roger Waters, ma ben presto abbandona gli studi per seguire la sua passione per la musica.

### Con i Pink Floyd
Nel 1965 i tre, insieme a Syd Barrett, fondano i Pink Floyd. Ma, ben prima di unirsi alla band definitivamente, e mentre studiava armonia al London College of Music, Rick aveva già composto professionalmente alcuni brani, uno dei quali, intitolato You're the Reason Why fu utilizzato come lato B del 45 giri di Adam, Mike & Tim Little Baby, pubblicato nel 1964 su etichetta Decca e oggi quasi impossibile da reperire per i collezionisti. Dopo l'uscita di Syd Barrett avvenuta agli inizi del 1968, Wright, prima arrangiatore e "armonizzatore" dietro le quinte delle geniali ed oblique intuizioni di Barrett stesso, diventa il compositore melodico del gruppo.
La complementarità della sua voce con quella del chitarrista subentrato a Barrett, David Gilmour, viene sfruttata per creare in alcune canzoni effetti particolari. Determinante è il suo utilizzo, su disco ed in concerto, dell'organo Farfisa Compact Duo, filtrato attraverso l'unità eco Binson Echorec, con cui caratterizza tutto il suono dei Pink Floyd sul finire degli anni Sessanta e dei primi anni Settanta, con effetti e tappeti suggestivi ed immaginifici. Sue principali influenze, oltre a Davis, sono Stockhausen, Coltrane, Monk e una certa scuola sperimentale mitteleuropea, tutti elementi che si ritrovano nelle sue composizioni, a partire da Sysyphus, presente su Ummagumma del 1969.
Oltre a dedicarsi al totale sfruttamento timbrico dell'organo Farfisa, negli anni amplia la propria musicalità ed espressività utilizzando varie tastiere quali Mellotron M400, Twin Mellotron, diversi organi Hammond, dagli "Spinet" fino ai modelli "C3" e "B3", sintetizzatori Moog, Minimoog e VCS3, EMS, AKS, ARP, vari string ensemble, piani elettrici Wurlitzer e Honer Clavinet, fino ai Kurzweil. Wright ha contribuito in modo decisivo ai brani di ampio respiro e di toni epici, quali A Saucerful of Secrets, Echoes, e Shine on You Crazy Diamond.
Tra i suoi pezzi di maggior successo commerciale vi sono due canzoni dell'album The Dark Side of the Moon, del 1973: The Great Gig in the Sky e Us and Them, ma anche Wearing the Inside Out tratta da The Division Bell, del 1994. Tra le sue composizioni vanno ricordate anche Remember a Day dall'album A Saucerful of Secrets (1968), Sysyphus dall'album Ummagumma (1969) e Summer 68 dall'album Atom Heart Mother (1970). Gli album dei Pink Floyd in cui ha contribuito maggiormente a livello compositivo sono The Dark Side of the Moon, Wish You Were Here e A Saucerful of Secrets in cui è artefice, oltre che di diversi brani, del tappeto musicale e delle atmosfere spaziali che avvolgono l'intero album.
Suo è inoltre il tema — in cui ricorre a tre sintetizzatori suonati contemporaneamente — che termina l'album, suonato da solo senza la partecipazione degli altri tre componenti, nel quale viene rivelata tutta la sua conoscenza armonica e la formazione classica ricevuta ai tempi del London College of Music. Nel 1978 realizza la sua prima opera da solista, Wet Dream. Durante le registrazioni in studio dell'album The Wall, nel 1979, Wright viene allontanato dal gruppo in seguito ad alcuni forti contrasti con Roger Waters, il quale, oltre a volere fermamente l'esclusione del tastierista dalla band, arrivò a minacciare di distruggere l’album, se gli altri membri si fossero rifiutati di licenziarlo. Tuttavia Wright partecipò come musicista stipendiato al successivo tour di "The Wall" del 1980 e del 1981; nei saluti finali fu sempre presente assieme agli altri membri del gruppo. Anche per l'album successivo del 1983, The Final Cut, Wright non contribuì per nulla.
Ciononostante, lui e il batterista Nick Mason sono gli unici componenti del gruppo ad aver suonato in ogni concerto a nome dei Pink Floyd, dato che The Final Cut (l'ultimo album in studio con Roger Waters e il primo senza Richard Wright) non ebbe alcun tour promozionale.
Nel 1982 formò un gruppo con Dave Harris, gli Zee e, dopo aver firmato un contratto con la Atlantic Records, venne pubblicato il primo e unico album del gruppo, Identity. Wright, assente dal gruppo sin dai concerti di The Wall del 1980-81, venne poi riconvocato da Gilmour nel 1986 per suonare durante le sedute di registrazione del nuovo album dei Pink Floyd, A Momentary Lapse of Reason. Nel tour che seguì la pubblicazione dell'album, ritornò a essere membro del gruppo e quindi come tale compare nell'album dal vivo Delicate Sound of Thunder del 1988, un doppio album registrato durante la tournée del 1987/1988, nell'album successivo, The Division Bell, scrive cinque canzoni e canta nel brano Wearing the Inside Out.

### Dopo i Pink Floyd

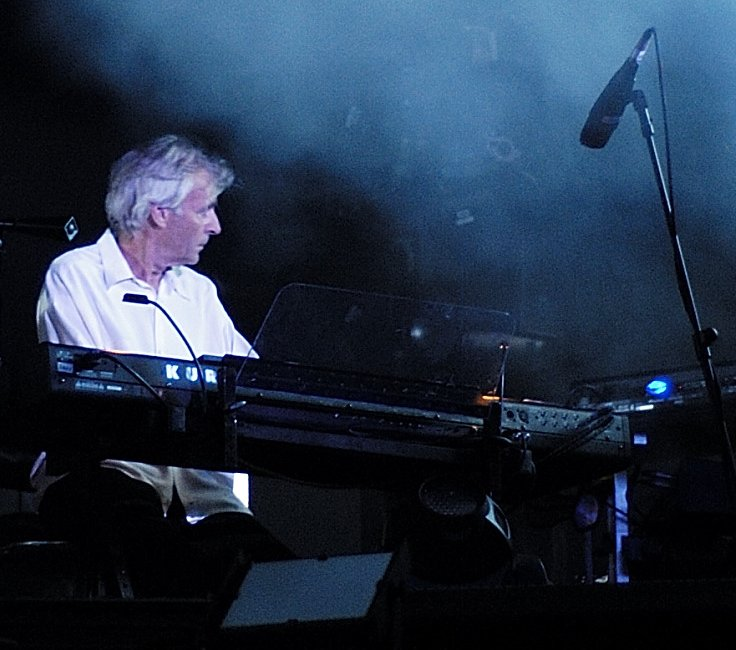
Richard Wright nel 2007

Nel 1996 pubblica il suo terzo e ultimo album al di fuori della band, Broken China, nel quale, tra gli altri, appaiono come ospiti Sinead O'Connor, Pino Palladino e Tim Renwick. Un brano di quest'album è stato inserito nella scaletta dei concerti di David Gilmour del 2001-2002.
Tra la fine del 2005 e gli inizi del 2006, dopo aver suonato al Live 8 tenutosi all'Hyde Park di Londra il 2 luglio del 2005 di nuovo assieme ai Pink Floyd comprensivi di Roger Waters, ritorna nello studio di registrazione di David Gilmour per aiutarlo nel suo terzo album da solista (On an Island), suonando in due brani. Al successivo tour di Gilmour, Wright partecipa in qualità di musicista oltre che come cantante. Per l'occasione, il musicista ha anche rispolverato dopo oltre 30 anni il vecchio organo Farfisa Compact Duo ed il Binson Echorec 2 per l'esecuzione di Echoes.
Con i primi due album del gruppo ebbe l'opportunità di raggiungere le vette artistiche più alte della sua carriera, specialmente la sequenza di accordi all'organo di A Saucerful of Secrets, l'inestimabile contributo in Ummagumma (dove tra gli altri spicca l'intermezzo di Sysyphus con il piano "preparato" alla maniera degli avanguardisti, con ogni sorta di catene e oggetti sulle corde della cassa armonica), il riff ripetuto all'organo di Atom Heart Mother, importanti momenti dell'album More (specialmente il brano Main Theme e le armonie di Cirrus Minor, oltre al mistico tappeto sonoro finale di Cymbaline), le sperimentazioni in embrione in Obscured by Clouds (in When You're In e Absolutely Curtains, che verranno ripresi successivamente), i sintetizzatori carichi di effetti di Any Colour You Like, il lavoro sulle alterazioni di tonalità nel bridge di Breathe, il pianoforte filtrato e cristallino nell'intro di Time, insieme a quelli quasi ossessivi di Welcome to the Machine e di Dogs, l'intro di Sheep, il giro di Hammond in Pigs (Three Different Ones) e la parte tastieristica dell'intero album The Division Bell.
A livello compositivo i suoi capolavori indiscussi rimangono senz'altro la tipica "Brit-song" stile anni '60 Summer '68, con pianoforte e Mellotron in bella evidenza, il muro sonoro e l'intro di Echoes, in cui ebbe l'idea di passare il segnale del pianoforte a coda nel Leslie dell'organo Hammond, l'intera The Great Gig in the Sky, il piano di Us and Them, i sintetizzatori stratificati di Shine On You Crazy Diamond che formano il caratteristico "wall of sound" e quelli a timbrica dei fiati sempre dello stesso lungo brano, dove si produce in una conclusione, la Parte 9, composta ed eseguita da lui solo suonando tutte le tastiere presenti.
Come cantante dei Pink Floyd ha sempre fornito un supporto sporadico ma di spessore, spesso contribuendo alle armonie vocali. Le sue migliori performance vocali sicuramente sono ravvisabili nei brani Echoes, Time, Burning Bridges, Comfortably Numb (live version dal 1987 al 1994 con i Pink Floyd e nel 2006 nella fortunatissima tournée con Gilmour) e Wearing the Inside Out. Notevole anche la sua prestazione canora nella versione live di Arnold Layne, primo singolo dei Floyd, riproposto nel 2006 da David Gilmour nel tour di On an Island. 

Richard Wright è morto il 15 settembre 2008, all'età di 65 anni, dopo una breve lotta contro un cancro;; David Gilmour lo ricordò così:
Nelle discussioni su chi o cosa fossero i Pink Floyd, il contributo enorme di Rick negli ultimi periodi con Roger Waters è stato spesso trascurato. Era un tipo così gentile, modesto e riservato ma la sua voce profonda e il suo modo di suonare erano vitali, magiche componenti del nostro riconoscibile sound. Non ho mai suonato con nessuno come lui. L'armonia delle nostre voci e la nostra telepatia musicale sono sbocciate nel 1971 in Echoes. A mio giudizio tutti i più grandi momenti dei Pink Floyd sono quelli in cui lui è a pieno regime. Dopo tutto, senza Us and Them e The Great Gig in the Sky, entrambe composte da lui, cosa sarebbe stato The Dark Side of the Moon? Senza il suo tocco pacato l'album Wish You Were Here non avrebbe funzionato molto.
Nei nostri anni di mezzo, per vari motivi lui ha perso la sua strada per qualche tempo, ma nei primi anni Novanta, con The Division Bell, la sua vitalità, brillantezza e humor sono ritornati e la reazione del pubblico alle sue apparizioni nel mio tour del 2006 è stata tremendamente incoraggiante, ed è un segno della sua modestia che quelle standing ovation siano giunte a lui come una grande sorpresa (sebbene non al resto di noi). Come Rick, non trovo facile esprimere i miei sentimenti con le parole, ma lo amavo e mi mancherà enormemente.»
(David Gilmour, 15 settembre 2008)
Non si sa dove e se sia stato seppellito, poiché la famiglia ha mantenuto il massimo riserbo. Si dice che sia stato cremato. 
Al tastierista, David Gilmour e Nick Mason hanno dedicato l'ultimo disco dei Pink Floyd, The Endless River, in cui appare postumo come musicista e autore. Può essere inoltre ascoltato nel quarto disco solista di Gilmour, Rattle That Lock.
David Gilmour ha dichiarato che non suonerà più il brano Echoes dal vivo dopo la scomparsa dell'amico, poiché non sopporterebbe emotivamente l'idea di suonare e cantare il brano senza di lui.

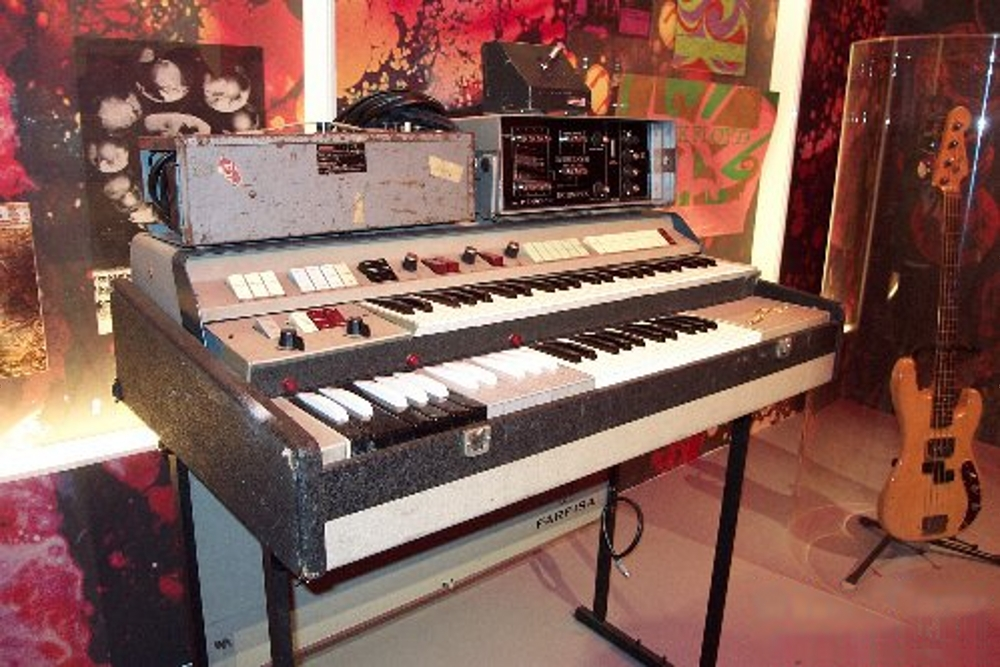
Farfisa Compact Duo e Binson Echorec di Richard Wright

## Vita privata
Si sposò per la prima volta nel 1964 con la cantante Juliette Gale, dalla quale ebbe due figli, Gala e Jamie, prima del divorzio, avvenuto nel 1982. La sua seconda moglie fu la cantante greca Franka Wright, conosciuta durante una vacanza, un rapporto molto difficile e tormentato a causa soprattutto del fatto che erano anni molto difficili e bui per Wright. Dopo il divorzio da quest'ultima, avvenuto nel 1994, Wright si risposò una terza volta, con Mildred Hobbs, dalla quale ebbe un figlio, Ben. Nel 2007 divorziò per la terza volta.

## Stile e strumentazione
Nell'approccio di Wright alle tastiere possiamo notare fin da subito uno stile molto personale; rispetto agli altri tastieristi del periodo, preferisce infatti, rispetto ai classici bicordi, voicings jazzistici. Come strumentista non ha mai brillato di grande tecnica, preferendo l'accurata selezione delle note ai virtuosismi, prediligendo un tocco pacato e tranquillo; questo stile era anche rafforzato dalle solide basi teoriche acquisite durante il periodo di studi classici al London College of Music, dove studiò attentamente i processi armonici della musica colta occidentale. L'influenza di Stockhausen è chiara nell'approccio rumoristico sia all'organo sia al pianoforte; spesso ha utilizzato, soprattutto durante i primi periodi con i Floyd, tecniche di glissando o addirittura arrivando a schiaffeggiare lo stesso strumento.
Nelle prime registrazioni di Interstellar Overdrive, Wright usa un organo Farfisa Compact a tastiera singola, per passare poi al modello a doppia tastiera Compact Duo.
Frequente l'uso del pianoforte acustico e dell'organo Hammond.
Dal 1970 Wright inizia ad usare anche i sintetizzatori, come l'EMS VCS3, l'ARP String Ensemble ed il Minimoog.
Inoltre ha fatto uso di vari tipi di pianoforti elettrici, come il Wurlitzer e il Fender Rhodes.

## Discografia

### Da solista
- 1978 – Wet Dream
- 1996 – Broken China

### Con i Pink Floyd
- 1967 – The Piper at the Gates of Dawn
- 1968 – A Saucerful of Secrets
- 1969 – More
- 1969 – Ummagumma
- 1970 – Atom Heart Mother
- 1971 – Meddle
- 1972 – Obscured by Clouds
- 1973 – The Dark Side of the Moon
- 1975 – Wish You Were Here
- 1977 – Animals
- 1979 – The Wall
- 1987 – A Momentary Lapse of Reason (accreditato come guest)
- 1994 – The Division Bell
- 2014 – The Endless River (postumo)

### Con Syd Barrett
- 1970 – Barrett

### Con gli Zee
- 1984 – Identity

### Con David Gilmour
- 2002 – David Gilmour in Concert (suona dal vivo e canta nei brani Breakthrough e Comfortably Numb)
- 2006 – On an Island (suona l'organo Hammond in On an Island e la tastiera in The Blue)
- 2007 – Remember That Night: Live at the Royal Albert Hall (suona la tastiera, l'organo Hammond o il piano in tutti i brani, in alcuni brani è voce di supporto, in Comfortably Numb, Time ed Echoes è seconda voce solista, è invece voce solista nel brano Arnold Layne e Astronomy Domine)
- 2008 – Live in Gdańsk (suona tastiere e Hammond, canta assieme a David in Time, Comfortably Numb, Echoes (part 1 & part 2), è voce solista in Arnold Layne e voce di supporto in altri brani)
- 2015 – Rattle That Lock (postumo) (voce campionata in A Boat Lies Waiting; appare inoltre nelle inedite "Barn Jam" -improvvisazioni registrate nel gennaio 2007- incluse nella edizione deluxe dell'album)